# Alfred Collineau
Alfred Charles Collineau, né le 22 mars 1832 à Ancenis et mort le 7 janvier 1905 à Neuilly-sur-Seine, est un médecin français. 

## Biographie
Alfred Collineau est le fils d'Émile Collineau (1804-?), docteur en médecine, maire d’Ancenis en 1845, et d'Esther Marie Lefebvre. Petit-fils de Charles Collineau, maire d'Ancenis de 1808 à 1815, et arrière petit-fils de René Palierne de La Haudussais, il est le frère d'Émile Collineau (1833-1892), adjoint au maire d'Ancenis, conseiller d'arrondissement et suppléant du juge de paix, époux d'Adèle de Meezemaker. 
Reçu docteur en médecine en 1859, il exerce les fonctions de médecin du bureau de bienfaisance et du dispensaire de la Société philanthropique et celles médecin-inspecteur des écoles communales du 3e arrondissement de Paris.
Secrétaire général de la Société médico-pratique de Paris, il est membre de la Société d'anthropologie (où il a notamment collaboré à la commission de craniologie présidée par Paul Broca en 1875-76) et rejoint en 1885 la rédaction de la revue L'Homme de Gabriel de Mortillet. Ses recherches sur la coxalgie ont été couronnées du prix Montyon en 1864. Ses travaux concernent les liens entre santé et croissance osseuse.

## Publications
- (en coll. avec Ferdinand Martin) De la Coxalgie, de sa nature, de son traitement, éd. Delahaye (1864)
- Du placement des aliénés dans les asiles publics du Département de la Seine (1874)
- Les froids polaires et leurs effets sur l'organisme (1875)
- La gymnastique : notions physiologiques et pédagogiques, applications hygiéniques et médicales (1884)
- L'Anthropologie à l'Exposition universelle de 1889 (1890)
- Parmentier et la pomme de terre (1893)

## Sources
- Pierre Larousse, Grand Dictionnaire universel du XIXe siècle, 1878.
- Ernest Glaeser (dir.), Biographie nationale des contemporains, 1878.
- Émilien Maillard, Nantes et le département au XIXe siècle : littérateurs, savants, musiciens, & hommes distingués, 1891.